# IMOCA

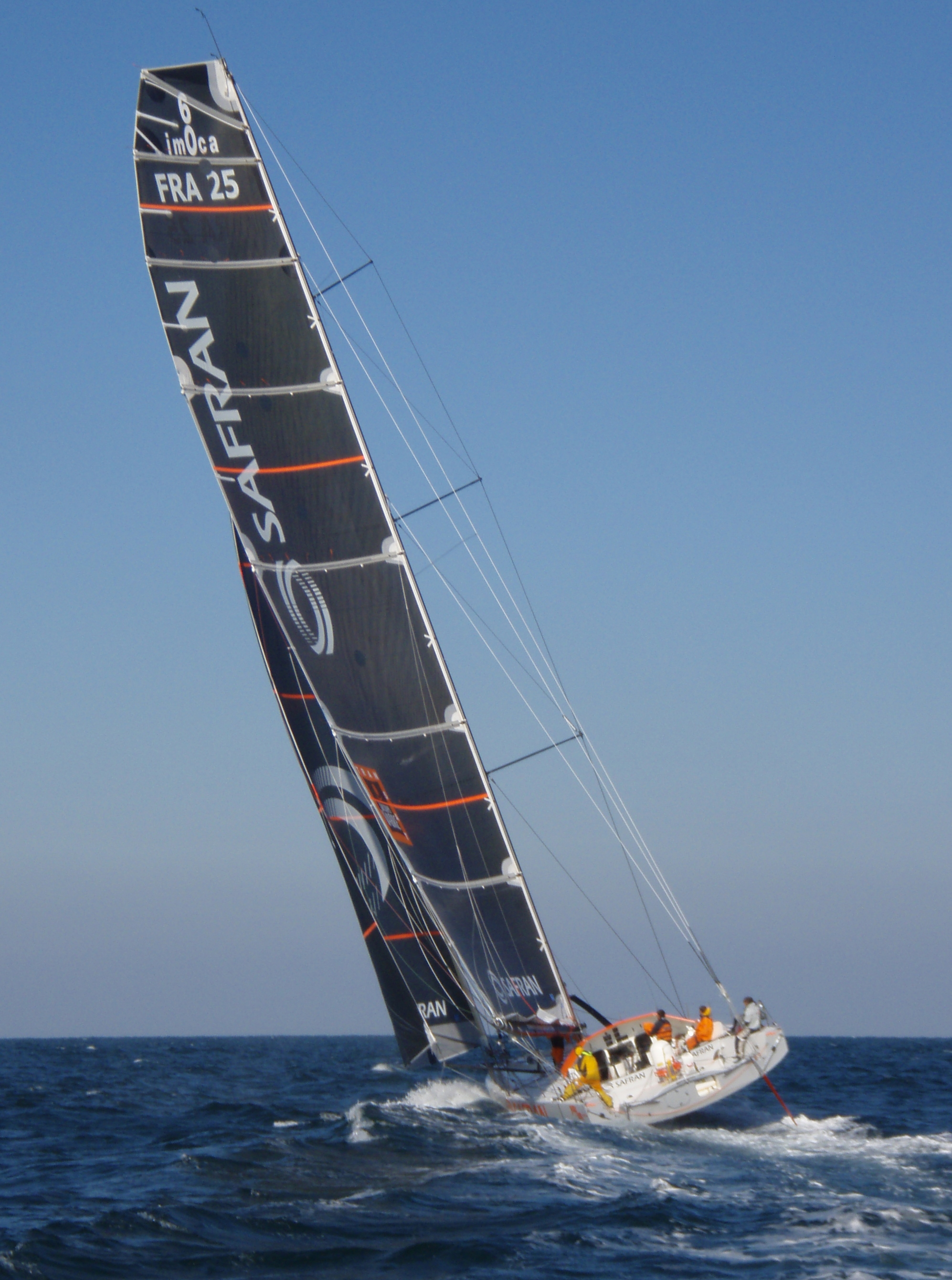

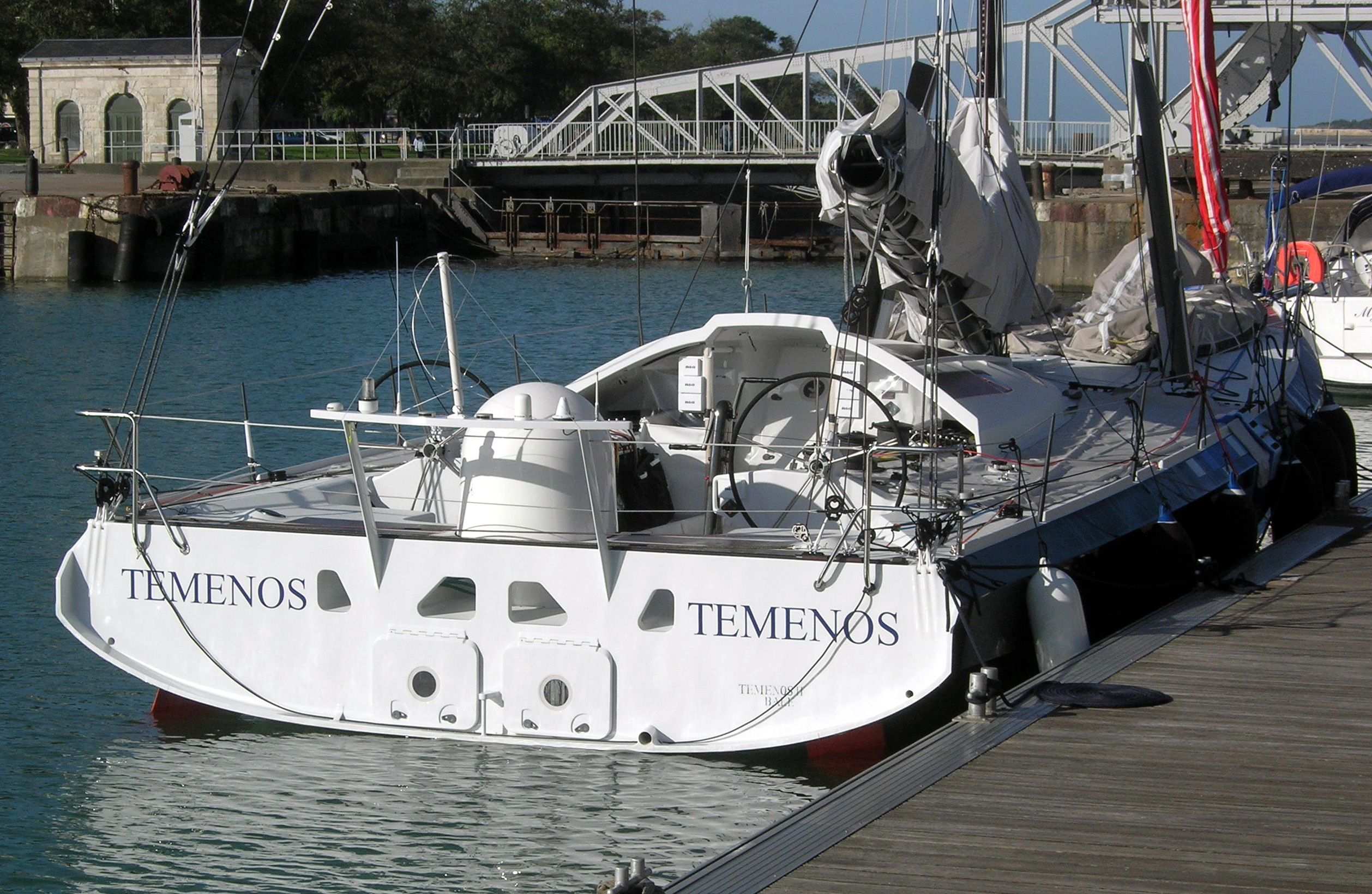

International Monohull Open Classes Association (IMOCA) — міжнародна асоціація у вітрильному спорті відкритого класу однокорпусних яхт та яхти, що відповідають вимогам асоціації. Заснована в 1991, визнана ISAF в 1998.
Асоціація встановлює та оновлює правила класу і забезпечує координацію зі сприяння використання човнів класу. До 2004 класом яхт IMOCA були 50 футові яхти, з 2004 поточним класом яхт асоціації є яхти IMOCA 60 — напівмонотип, який встановлює жорсткі вимоги щодо параметрів корпусу, щогли та кіля. Нові вимоги до яхт були прийняті в 2013 році після серії поломок в перегонах Vendee Globe. З метою популяризації класу за межами Європи також було вирішено проводити дві серії перегонів — для одинаків і для парних екіпажів.
Яхти IMOCA беруть участь у найпрестижніших і найскладніших навколосвітніх вітрильних перегонах одинаків Vendee Globe та перегонах з екіпажів двійок Barcelona World Race.